# Кашина Фабрицијана (Милано)
Кашина Фабрицијана је насеље у Италији у округу Милано, региону Ломбардија.
Према процени из 2011. у насељу је живело 58 становника. Насеље се налази на надморској висини од 153 м.